# جون تشارمان
جون آر شارمان (بالإنجليزية: John R Charman)‏ (من مواليد 1953) رجل أعمال إنكليزي يعمل في مجال التأمين. حاليا يتولى منصب الرئيس التنفيذي ورئيس مجلس إدارة شركة تحمل التأمين التخصصي المحدودة التي يقع مقرها في برمودا.
وصفته صحيفة فاينانشال تايمز بأنه ملك سوق التأمين في لندن وبأنه «قوي الإرادة والرأي». تشارمان احتل المرتبة الأولى في قائمة أفضل 100 شخص في صناعة التمويل العالمية وبأنه ضمن العشرة الأوائل الأغنى في مدينة لندن وصاحب الترتيب رقم 321 بشكل عام في قائمة سندي تايمز للأثرياء لعام 2004.
في أغسطس 2006 في ما يعتقد أنه أكبر مبلغ يمنح لزوجة إنجليزية في قضية متنازع عليها أمر تشارمان بالدفع لزوجته السابقة من قبل محكمة العدل العليا مبلغ 48 مليون جنيه استرليني. وبهذا المبلغ تخطت مبلغ 30 مليون جنيه استرليني الذي منح للزوجة السابقة للرئيس التنفيذي لمجموعة وبب مارتن سوريل في عام 2005 بعد زواج دام 32 عام انتهى بالطلاق.

## المسيرة المهنية
كان تشارمان قد حقق ثروته في عام 1990 خلال حرب الخليج الثانية عام 1991 حيث قدم تأمينا ضد مخاطر الحرب على مدار 24 ساعة. كان تشارمان هو الرئيس التنفيذي لشركة تاركين بي إل سي (شركة مشتركة بين شركاء التأمين جامعة هارفارد ومجموعة تشارمان) الشركة الأم لوكالات التأمين تشارمان في لويدز لندن. كما كان نائبا لرئيس مجلس لويدز وعضوا في فريق لويد للإدارة الأساسية ومجلس سوق لويدز بين عامي 1995 و1997.
حصل تشارمان الملقب بملك سوق التأمين في لندن على غضب الموظفين من خلال منع الترفيه من العملاء في وقت الشركة ورفض الانغماس في غداء عمل طويل بنفسه. ادعى أحد الناقدين أن تشارمان كان يخاف من أن زملائه «يتوقع الترحيب به عند وصوله إلى مكتبه مثلما كان يحصل في فيلم العراب». في عام 2002 تصالح سلميا خارج المحكمة مع امرأة ادعت أن تشارمان منعها من الاجتماع قائلا: «نحن نناقش شيئا قررناه عندما كنت تنجبين الأطفال».
حصل تشارمان على المزيد من المال عندما باع وكالات الاكتتاب تاركوين / تشارمان مقابل 350 مليون جنيه استرليني في عام 1998 إلى مجموعة إيس الدولية التي تتخذ من برمودا مقرا لها وحصل على 70.6 مليون جنيه استرليني كأسهم في إيس.
تم تعيين تشارمان الرئيس التنفيذي في إيس غلوبال ماركيتس (اندماج تشارمان الاكتتاب وأصول إيس) وفي يناير 2001 تم تعيينه رئيسا للمجموعة والرئيس التنفيذي لمجموعة إيس الدولية التي يقع مقرها في برمودا لكنه ترك الشركة في مارس 2001 لأسباب شخصية. دفع له مبلغ 3,597,241 جنيه إسترليني بدلا من إشعار و500،000 جنيه إسترليني في مساهمة للمعاش التقاعدي لمرة واحدة.
قام تشارمان على الفور بتأسيس شركة أكسيس كابيتال وهي شركة إعادة تأمين وتأمين مقرها برمودا ولها مكاتب في لندن ودبلن وزيورخ ونيويورك ومدرجة في بورصة نيويورك. هدفت الشركة إلى الحصول على زيادة في أقساط التأمين بعد أحداث 11 سبتمبر 2001. في السنة المالية 2005 حصل على 7.741 مليون دولار وكان لديه خيارات أسهم تبلغ 42.027 مليون دولار في المحور. أبلغ تشارمان الشركة أنه سوف يتقاعد في نهاية ديسمبر 2008 وترك التحالف أخيرا في عام 2012.
في مايو 2013 أصبح الرئيس التنفيذي ورئيس مجلس إدارة التحمل التخصصي القابضة المدرجة في بورصة نيويورك وفي بورصة برمودا وإعادة التأمين مقرها برمودا والتأمين التجارية مع مكاتب في برمودا ولندن وسنغافورة وزيورخ ونيويورك وغيرها من المواقع. استثمر 30 مليون دولار من ثروته الخاصة في شركة التحمل في بداية فترة ولايته.

## الطلاق
التقى تشارمان زوجته السابقة بيفرلي في عام 1969 في المدرسة. عندما تزوجا في عام 1976 لم يكن لديهما موارد كبيرة وكان الزوجان يعيشان في البداية في منزل والديها ثم في منزل والدته في سترود بالقرب من روتشستر بكنت. انتقل الزوجان في نهاية المطاف إلى سيفينواكس حيث اشتروا منزل قيمته الآن 2.75 مليون جنيه استرليني. للزوجين طفلان: نيكولاس (مواليد 1981) ومايكل (مواليد 1986).
مع ازدياد ثروة تشارمان فقد أنشأ الزوجان مؤسسة دراغون تروست التي تتخذ من برمودا مقرا لها في عام 1987 والتي نمت بحلول عام 2006 حتى وصل قيمتها 65 مليون جنيه استرليني. كان الهدف من تأسيس الشركة وفقا لشارمان في أوراق المحكمة التي وافق عليها الزوجان الحفاظ على الثروة للأجيال القادمة.
بعد فشله في تأمين منزل جديد في إنجلترا في نوفمبر 2003 قال تشارمان لزوجته القاضية إنه كان يقيم إقامة دائمة في برمودا وأن زواجهما قد انتهى. منذ ذلك الحين أقام في منزل قيمته 2.1 مليون جنيه استرليني في برمودا وبدأ في تأسيس علاقة مع امرأة أخرى.
عرض تشارمان في البداية على زوجته السابقة منزله في سيفينواكس بالإضافة إلى 6 ملايين جنيه استرليني نقدا ولكن السيدة تشارمان التي مثلتها هيلين وارد من مانشس قالت إن طول الزواج مع مساهماتها الكبيرة لا يبرران هذا المبلغ القليل. عرض تشارمان في نهاية المطاف على زوجته حزمة بقيمة 20 مليون جنيه استرليني. ومع ذلك لا تزال زوجته تعتقد أن المبلغ لم يكن كافيا وطعنت في المبلغ من خلال العملية القانونية في المملكة المتحدة معلنة أن أصول الزوجين في أوراقها القانونية على النحو التالي:
- 52.8 مليون جنيه استرليني باسم زوجها وحده
- 5.4 مليون جنيه استرليني باسمها وحدها
- 2.1 مليون جنيه استرليني باسميهما معا
- 64.6 مليون جنيه استرليني في شركة دراغون تراست

كما أعلنت السيدة تشارمان أن مبلغ 25 مليون جنيه استرليني تلبي احتياجات أبنائهم وبالتالي فإن دراغون تروست كان من الأصول الخاضعة لسيطرة تشارمان.
في 2 أغسطس 2006 أصدر السيد جاستيس كولريدج قرارا في محكمة العدل العليا بأن التسوية العادلة ستشمل قيام تشارمان بإعطاء زوجته حوالي 37 في المائة من أصوله الأمر الذي لن يقتصر على الموافقة على نقل أصول تبلغ قيمتها 8 ملايين جنيه استرليني الذي كان بالفعل تحت سيطرة زوجته ولكن أيضا مبلغا إضافيا لمرة واحدة إضافية من 40 مليون جنيه استرليني. في حكمه المكتوب قال السيد جوليست كولريدج: "إن الزوج مرتبط حقا بأن الزوجة يجب أن تعتبر عرضه 20 مليون جنيه استرليني كأي شيء آخر غير معقول ورفضها تقديم تنازلات بشأن شروطه أدى إلى نشر كل نقطة متاحة من أجل حماية ما يعتبره ثروته التي ولدت بالكامل من جهوده بالمعنى الضيق القديم وهذا المنظور مفهوم إذا كان مفارقة تاريخية إلى حد ما في الوقت الحاضر يجب أن يجذب القليل من التعاطف.
قال تشارمان: «هذا الحكم ضعيف وغير محايد بشكل صارخ وبأي معايير معقولة فإن هذا قرار استثنائي وقدمت عرضا عادلا ومفتوحا لزوجتي لقيمة 20 مليون جنيه استرليني وهو أمر يستحيل على أي شخص عاقل أن يقضيه في حياته». علق تشارمان في وقت لاحق أنه سيستأنف ضد حكم المحكمة العليا مباشرا الذي اعتبره «بشع وغير عادل».
في المقابل كانت نسبة 37 في المائة للزوجة أقل بقليل من الذي حصلت عليه الزوجة في قضية وايت ضد وايت وهي قضية مجلس اللوردات في عام 2000. نصت هذه الحالة على مبدأ أنه ينبغي للزواج أن يبدأ مداولاته بشأن كيفية تقسيم الأصول الزوجية من وجهة نظر تقسيم 50:50 بين الزوج والزوجة بغض النظر عن الذين حصلوا على المال.
بدأ تشارمان في بيع أسهم التحالف في بورصة نيويورك لتلبية الترتيبات القانونية المؤقتة قبل استئنافه. إذا لزم الأمر لاستكمال الدفع الكامل ثم يتم احتساب أنه سوف يحتاج لبيع حصته في التحالف.
قام تشارمان وممثلوه ويذرز بحملة إعلامية رفيعة المستوى بحجة أن القرارات البيضاء والقرارات اللاحقة تمييزية تجاه الأزواج الأثرياء. نقلت الصحف البريطانية عن تشارمان وفريقه القانوني على نطاق واسع. في 9 مارس 2007 كانت السيدة تشارمان ربطت وسرق منها مجوهرات بقيمة 300 ألف جنيه استرليني من منزلها في حادث تعتقد الشرطة أنه قد يكون بدافع التغطية على الحملة الصحفية التي اجتذبت القضية.

### الاستئناف
في حكم صدر في 24 مايو 2007 رفضت محكمة الاستئناف دعوى جون شارمان ضد منح مبلغ 48 مليون جنيه استرليني قدم لزوجته بيفرلي.
استعرضت المحكمة القانون كما كانت عليه في نهاية مايو 2006 بعد صدور حكم مجلس اللوردات في القضيتين الموحدتين لميلر وماكفارلين وتفسير وتنقيح التوجيهات الصادرة عن الأحكام في تلك القضايا.
أوضحت المحكمة في عدد من المجالات المتصلة بتوزيع الأصول عند الطلاق ولا سيما في ثلاثة جوانب:
- معاملة أصول الثقة
- ينبغي توجيه التوجيهات بشأن المبادئ التي تنطبق عند إعادة توزيع الثروة بين الأطراف ولا سيما تلك الممتلكات بنسب متساوية ما لم يكن هناك سبب وجيه للخروج عن المساواة
- توجيهات بشأن مفهوم المساهمة الخاصة التي يمكن إيجادها لأي من الطرفين على الزواج وكيف ينبغي تحديد ذلك كميا عند إعادة توزيع الأصول عند الطلاق

كما دعت المحكمة إلى إجراء مراجعة وإصلاحات واسعة النطاق للقانون في هذا المجال في إنكلترا وويلز.
قالت هيلين وارد من مانشس التي مثلت السيدة شارمان طوال هذه الإجراءات بأن «هذا حكم هام ويجلب بوضوح الترحيب لعدد من الجوانب الهامة للقانون المتعلق بتوزيع الأصول عند الطلاق».
أضافت ب«أن مهنة المحامين ستعتمد بشكل إيجابي على اقتراح المحكمة بإجراء استعراض واسع والإصلاح في هذا المجال لوضع قانون حديث يعكس المجتمع الحديث اليوم».

### بيان من بيفرلي شارمان ردا على حكم محكمة الاستئناف
"أقر بأن المبلغ الممنوح لي ضخم وفقا لأية معايير ولكن محكمة الاستئناف قررت أنها تعكس إلى حد ما المساهمات التي قدمها أنا وجون خلال زواجنا البالغ من العمر ثمانية وعشرين عاما.
كان انهيار زواجنا تجربة مؤلمة لجميع المعنيين. بدأت إجراءات الطلاق لدينا منذ ما يقرب من ثلاث سنوات. لقد كان وقت صعب ليس فقط بالنسبة لي ولكن لعائلتنا. لقد كنت قلقة بشكل خاص على أبنائنا الذين اضطروا إلى تحمل النقاش علنا في حياتنا وزواجنا وطلاقنا.
أشعر بالارتياح لأن الاستئناف قد انتهى وآمل أن أتمكن أنا وجون الآن من التركيز على بناء حياتنا الجديدة".